# Damián Fineschi
Damián Fineschi (Quilmes, Buenos Aires, Argentina; 15 de abril de 1988), es un piloto argentino de automovilismo. Compitió en diferentes categorías argentinas, destacándose sus participaciones en las categorías Turismo Competición 2000 y Top Race. En la primera, participó en las dos etapas históricas que tuvo, ya que fue parte de la primitiva categoría con motores de 4 cilindros que compitió hasta el año 2011 y luego incursionó en la división Súper TC 2000 creada en el año 2012. En esta categoría supo ser piloto oficial de la marca Honda, aunque también compitió con las marcas Peugeot y Ford, a la vez de ser acreedor de distintos triunfos.
Su curriculum se completa con participaciones en las categorías Copa Mégane, Fórmula Renault Argentina, Clase 3 del Turismo Pista y Top Race V6, donde no tuvo resultados relevantes.
Entre sus relaciones personales, es reconocido por ser hijo del expiloto Oscar Fineschi, excampeón de categorías argentinas como el Turismo Nacional y TC 2000 (en el Torneo de pilotos particulares) y director deportivo del equipo Fineschi Racing.

## Biografía
Damián Fineschi comenzó su relación con el automovilismo desde pequeño, puesto que su padre, Oscar, fue un destacado piloto de Turismo Nacional, Turismo Carretera, TC 2000 y Top Race durante las décadas de 1980, 1990 y 2000.
En 1999, Damián inició su carrera con karts, compitiendo con estos vehículos hasta el año 2002.
En 2003 disputa algunas carreras en la categoría Fórmula Renault Interprovincial, y a partir de 2004 corre con autos con techo, comenzando en la Copa Mégane. En 2005 se incorpora al Turismo Pista, en la clase 3.
Entre 2006 y 2007 participa en la Fórmula Renault 1.6, llamada previamente Fórmula Renault Elf. También en 2007 se produce su debut en TC 2000, compitiendo con un Honda Civic del equipo Fineschi Racing. Fineschi corrió en TC 2000 con el mismo equipo y el mismo auto hasta 2011. En 2012 se da su debut en Turismo Nacional, corriendo con un Ford Focus del equipo GC Competición. En el mismo año se produce el debut de Fineschi en Súper TC 2000, corriendo nuevamente con el Fineschi Racing pero en esta oportunidad con un Peugeot 408.
En 2013 se incorpora al equipo oficial Honda Petrobras. En 2014 forma parte de la Escudería FE de Rubén Salerno nuevamente con un Peugeot 408 donde continuará en 2015 logrando dos podios (un triunfo) y una pole position.
En 2016 fue elegido como piloto oficial Peugeot en Súper TC2000 con buenos resultados, pese a lo cual debió dejar el equipo a fin de temporada por elección de la marca francesa. Al año siguiente sería el piloto insignia de la Escudería FELA sobre un Ford Focus IIIsobre el cual lograría dos podios siendo el único piloto de un equipo no oficial en conseguirlo.

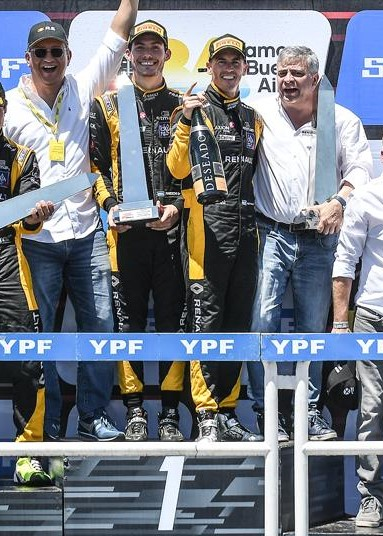

En 2018 fue seleccionado como piloto del equipo oficial Toyota de Súper TC2000, además de competir en Top Race V6 dentro del equipo FIAT de participar como invitado en Stock Car de Brasil. Ya recibido de igeniero, alternaba sus fines de semana como ingeniero de pista del Fineschi Racing y de otro equipos en varias categorías.
Durante 2019 participó como Ingeniero del naciente equipo Honda oficial de SúperTC2000 hasta que un cambio de timón dentro de la estructura desafectara a todos los ingenieros externos. A fin de año fue invitado por Leonel Pernía para los 200 km de BsAs de Súper TC2000, donde logró el triunfo consiguiendo además que su coequiper pudiera dar un paso importante en la concreción del título de campeón dos fechas más tarde.

## Resumen de carrera
| Temporada | Categoría                                         | Equipo                                    | Carreras     | Victorias    | Poles        | VR           | Podios       | Puntos       | Pos.         |
| --------- | ------------------------------------------------- | ----------------------------------------- | ------------ | ------------ | ------------ | ------------ | ------------ | ------------ | ------------ |
| 2003      | Fórmula Renault Interprovincial                   | s/d                                       | 5            | 0            | 0            | 0            | 0            | s/d          | s/d          |
| 2004      | Copa Mégane Argentina                             | s/d                                       | 7            | 1            | 1            | 0            | 1            | s/d          | s/d          |
| 2005      | Turismo Pista Clase 3                             | s/d                                       | 9            | 0            | 1            | 0            | 0            | s/d          | s/d          |
| 2006      | Fórmula Renault Argentina                         | s/d                                       | 12           | 0            | 0            | 0            | 1            | 29           | 18.º         |
| 2007      | Fórmula Renault Argentina                         | Fineschi Fórmula Team                     | 8            | 0            | 0            | 1            | 1            | 21           | 13.º         |
| 2007      | Turismo Competición 2000                          | Honda Racing Italcred                     | 5            | 0            | 0            | 0            | 0            | -            | NC           |
| 2008      | Turismo Competición 2000                          | Fineschi Racing                           | 9            | 0            | 0            | 0            | 0            | 2            | 22.º         |
| 2009      | Turismo Competición 2000                          | Fineschi Racing Escudería Río de la Plata | 4            | 0            | 0            | 0            | 0            | 12           | 19.º         |
| 2009      | Turismo Competición 2000 Copa de Pilotos Privados | Fineschi Racing Escudería Río de la Plata | 4            | 1            |              |              | 1            | 6            | 13.º         |
| 2009      | Turismo Competición 2000 Copa Endurance Series    | Fineschi Racing Escudería Río de la Plata | 3            | 0            | 0            | 0            | 0            | 12           | 14.º         |
| 2010      | Turismo Competición 2000                          | Fineschi Racing                           | 5            | 0            | 0            | 0            | 0            | -            | NC           |
| 2010      | Turismo Competición 2000 Copa de Pilotos Privados | Fineschi Racing                           | 5            | 0            |              |              | 2            | 14           | 7.º          |
| 2010      | Top Race V6                                       | RV Racing Sports                          | s/d          | s/d          | s/d          | s/d          | s/d          | s/d          | s/d          |
| 2011      | Turismo Competición 2000                          | JM Motorsport Orbis Seguros Racing        | 7            | 0            | 0            | 0            | 0            | 4            | 27.º         |
| 2011      | Turismo Competición 2000 Copa de Pilotos Privados | JM Motorsport Orbis Seguros Racing        | 7            | 3            |              |              | 4            | 24           | 4.º          |
| 2012      | Súper TC 2000                                     | Fineschi Racing                           | 5            | 0            | 0            | 0            | 0            | 35,5         | 20.º         |
| 2012      | Turismo Nacional Clase 3                          | GC Competición                            | 1            | 0            | 0            | 0            | 0            | -            | NC           |
| 2012      | Turismo Pista Clase 3                             | s/d                                       | 2            | 0            | 0            | 0            | 0            | -            | -            |
| 2013      | Súper TC 2000                                     | Equipo Honda Petrobras                    | 12           | 0            | 0            | 0            | 0            | 30           | 18.º         |
| 2014      | Súper TC 2000                                     | FE Peugeot Junior Équipe                  | 13           | 0            | 0            | 0            | 1            | 78           | 13.º         |
| 2014      | Turismo Pista Clase 3                             | s/d                                       | 1            | 0            | 0            | 0            | 0            | -            | -            |
| 2015      | Súper TC 2000                                     | FE Peugeot Junior Équipe                  | 13           | 1            | 1            | 0            | 1            | 58           | 18.º         |
| 2016      | Súper TC 2000                                     | Team Peugeot Total Argentina              | 14           | 0            | 0            | 1            | 0            | 105          | 11.º         |
| 2016      | TC 2000                                           | DTA                                       | 1            | 0            |              | 0            | 0            | -            | -            |
| 2017      | Súper TC 2000                                     | Escudería Fela                            | 13           | 1            | 1            | 0            | 1            | 142,5        | 5.º          |
| 2017      | TC 2000                                           | Escudería Fela                            | 2            | 0            |              | 0            | 0            | -            | -            |
| 2018      | Súper TC 2000                                     | Toyota Gazoo Racing Argentina             | 14           | 0            | 0            | 0            | 0            | 38           | 15.º         |
| 2018      | Top Race V6                                       | Fiat Octanos Competición                  | 2            | 0            | 0            | 0            | 0            | 1            | 20.º         |
| 2018      | Stock Car Brasil                                  | Cavaleiro Sports                          | 1            | 0            | 0            | 0            | 0            | -            | -            |
| 2018      | TC 2000                                           | Fineschi Racing                           | 2            | 0            |              | 0            | 0            | -            | -            |
| 2019      | Súper TC 2000                                     | Renault Sport                             | 1            | 1            | 0            | 0            | 1            | -            | -            |
| 2020      | Súper TC 2000                                     | Fineschi Racing                           | 2            | 0            | 0            | 0            | 0            | -            | -            |
| 2021      | Súper TC 2000                                     | Renault Castrol Team                      | 22           | 2            | 2            | 1            | 2            | 94           | 7.º          |
| 2021      | TCR South America                                 | Scuderia CJ                               | 1            | 0            | 0            | 0            | 0            | 18           | 33.º         |
| 2022      | Michelin Pilot Challenge - Grand Sport            | TGR Riley Motorsports                     | 2            | 0            | 0            | 0            | 0            | 360          | 46.º         |
| 2022      | Turismo Nacional - Clase 3                        | Toyota Gazoo Racing Argentina             | 1            | 0            | 0            | 0            | 0            | -            | -            |
| 2022      | TC2000                                            | Toyota Gazoo Racing YPF Infinia           | 1            | 0            | 0            | 0            | 0            | -            | -            |
| 2023      | Michelin Pilot Challenge - Grand Sport            | TGR Ave Motorsports                       | 1            | 0            | 0            | 0            | 0            | 10           | 70.º         |
| 2023      | TCR South America                                 | PMO Racing                                | 3            | 0            | 0            | 0            | 2            | 97           | 15.º         |
| 2024      | TC2000                                            | YPF Elaion Auro Pro Racing                | Disputándose | Disputándose | Disputándose | Disputándose | Disputándose | Disputándose | Disputándose |
| Fuente:   |                                                   |                                           |              |              |              |              |              |              |              |

## Resultados

### Turismo Competición 2000
| Año  | Equipo                    | Auto             | 1   | 2   | 3   | 4   | 5   | 6   | 7  | 8   | 9   | 10  | 11  | 12  | 13  | 14  | Res. | Puntos |
| ---- | ------------------------- | ---------------- | --- | --- | --- | --- | --- | --- | -- | --- | --- | --- | --- | --- | --- | --- | ---- | ------ |
| 2007 |                           |                  | CR  | GR  | BB  | SMM | SJU | SP  | AG | SFE | SRA | VIE | BA  | OBE | SL  | PDE | -    | 0      |
| 2007 | Honda Racing Italcred     | Honda Civic VII  |     |     |     |     |     |     |    |     | 11  |     |     |     |     |     | -    | 0      |
| 2007 | Honda Racing Italcred     | Honda Civic VI   |     |     |     |     |     |     |    |     |     | Ret | Ret | 16  | Ret |     | -    | 0      |
| 2008 |                           |                  | PAR | SAL | GR  | SFE | SJU | RES | AG | BA  | OBE | TRH | VIE | SMM | PDF | PDE | 22.º | 2      |
| 2008 | Fineschi Racing           | Honda Civic VII  |     |     |     |     |     | 13  | 16 | 11  | Ret |     | 15  | 9   | Ret | Ret | 22.º | 2      |
| 2008 | Fineschi Racing           | Honda Civic VIII |     |     |     |     |     |     |    |     |     | 19† |     |     |     |     | 22.º | 2      |
| 2009 |                           |                  | AG  | GR  | OBE | SMM | TRH | RES | BA | CEN | SFE | SFE | SJU | SJU | PDF |     | 19.º | 12     |
| 2009 | Fineschi Racing           | Honda Civic VIII | Ret |     |     |     |     |     | 19 |     |     |     |     |     |     |     | 19.º | 12     |
| 2009 | Fineschi Racing           | Honda Civic VII  |     |     |     |     |     |     |    |     |     |     |     |     | Ret |     | 19.º | 12     |
| 2009 | Escudería Río de la Plata | Honda Civic VIII |     |     |     |     | 4   |     |    |     |     |     |     |     |     |     | 19.º | 12     |
| 2010 |                           |                  | PDE | SMM | GR  | AG  | RES | TRH | LR | SFE | SFE | CEN | OBE | BA  | PDF |     | -    | 0      |
| 2010 | Fineschi Racing           | Honda Civic VII  |     |     | Ret | 15  | 17  | 19  | 16 |     |     |     |     |     |     |     | -    | 0      |
| 2011 |                           |                  | GR  | SFE | SFE | SMM | SJU | RES | AG | TRH | LPL | TRE | JUN | PDF | PAR |     | 27.º | 4      |
| 2011 | JM Motorsport             | Volkswagen Bora  |     |     |     |     |     |     | 19 |     |     |     |     |     |     |     | 27.º | 4      |
| 2011 | Orbis Seguros Racing      | Honda Civic VIII |     |     |     |     |     |     |    | 27  | 17  | 21  | 18  | Ret | 25  |     | 27.º | 4      |

#### Copa de Pilotos Privados
| Año  | Equipo                    | Auto             | 1   | 2   | 3   | 4   | 5   | 6   | 7  | 8   | 9   | 10  | 11  | 12  | 13  | Res. | Puntos |
| ---- | ------------------------- | ---------------- | --- | --- | --- | --- | --- | --- | -- | --- | --- | --- | --- | --- | --- | ---- | ------ |
| 2009 |                           |                  | AG  | GR  | OBE | SMM | TRH | RES | BA | CEN | SFE | SFE | SJU | SJU | PDF | 13.º | 6      |
| 2009 | Fineschi Racing           | Honda Civic VIII | Ret |     |     |     |     |     | 10 |     |     |     |     |     |     | 13.º | 6      |
| 2009 | Fineschi Racing           | Honda Civic VII  |     |     |     |     |     |     |    |     |     |     |     |     | Ret | 13.º | 6      |
| 2009 | Escudería Río de la Plata | Honda Civic VIII |     |     |     |     | 1   |     |    |     |     |     |     |     |     | 13.º | 6      |
| 2010 |                           |                  | PDE | SMM | GR  | AG  | RES | TRH | LR | SFE | SFE | CEN | OBE | BA  | PDF | 7.º  | 14     |
| 2010 | Fineschi Racing           | Honda Civic VII  |     |     | Ret | 4   | 3   | 5   | 2  |     |     |     |     |     |     | 7.º  | 14     |
| 2011 |                           |                  | GR  | SFE | SFE | SMM | SJU | RES | AG | TRH | LPL | TRE | JUN | PDF | PAR | 4.º  | 24     |
| 2011 | JM Motorsport             | Volkswagen Bora  |     |     |     |     |     |     | 3  |     |     |     |     |     |     | 4.º  | 24     |
| 2011 | Orbis Seguros Racing      | Honda Civic VIII |     |     |     |     |     |     |    | 5   | 1   | 1   | 1   | Ret | 8   | 4.º  | 24     |

#### Copa Endurance Series
| Año  | Equipo                    | Auto             | 1   | 2   | 3   | Res. | Puntos |
| ---- | ------------------------- | ---------------- | --- | --- | --- | ---- | ------ |
| 2009 |                           |                  | TRH | BA  | PDF | 14.º | 12     |
| 2009 | Escudería Río de la Plata | Honda Civic VIII | 4   |     |     | 14.º | 12     |
| 2009 | Fineschi Racing           | Honda Civic VIII |     | 19  |     | 14.º | 12     |
| 2009 | Fineschi Racing           | Honda Civic VII  |     |     | Ret | 14.º | 12     |
| 2010 |                           |                  | TRH | CEN | BA  | -    | 0      |
| 2010 | Fineschi Racing           | Honda Civic VII  | 19  |     |     | -    | 0      |

### Súper TC 2000
| Año  | Equipo                        | Auto              | 1    | 2    | 3     | 4     | 5    | 6    | 7     | 8     | 9      | 10     | 11    | 12    | 13    | 14    | 15    | 16  | 17   | 18   | 19    | 20    | 21    | 22   | Res. | Puntos |
| ---- | ----------------------------- | ----------------- | ---- | ---- | ----- | ----- | ---- | ---- | ----- | ----- | ------ | ------ | ----- | ----- | ----- | ----- | ----- | --- | ---- | ---- | ----- | ----- | ----- | ---- | ---- | ------ |
| 2012 |                               |                   | AG   | BA   | ROS   | SJU   | GR   | OBE  | RAF   | SMM   | RC     | SFE    | SFE   | SAL   | PDF   |       |       |     |      |      |       |       |       |      | 20.º | 35,5   |
| 2012 | Fineschi Racing               | Peugeot 408 I     |      |      |       |       |      |      |       |       | 12     | 19     | 4     | 11    | 4     |       |       |     |      |      |       |       |       |      | 20.º | 35,5   |
| 2013 |                               |                   | BA   | ROS  | SJU   | TOA   | AG   | TRH  | JUN   | SFE   | GR     | LP     | SMM   | PDF   |       |       |       |     |      |      |       |       |       |      | 18.º | 30     |
| 2013 | Equipo Honda Petrobras        | Honda Civic IX    | Ex.  | 18   | Ret   | Ret   | 25†  | 11   | 7     | 7     | 11     | 1R     | 17    | 16    |       |       |       |     |      |      |       |       |       |      | 18.º | 30     |
| 2014 |                               |                   | RAF  | VIE  | AG    | ROS   | TOA  | BA   | RES   | SFE   | SFE    | SJU    | TRH   | COD   | PDF   |       |       |     |      |      |       |       |       |      | 13.º | 78     |
| 2014 | FE Peugeot Junior Équipe      | Peugeot 408 I     | Ret  | Ret  | 2     | 11    | 12   | 21†  | 18    | Ret   | Ex.    | 13     | 15    | 5     | 7     |       |       |     |      |      |       |       |       |      | 13.º | 78     |
| 2015 |                               |                   | JUN  | ROS  | OBE   | TRH   | RAF  | SL I | SFE   | SFE   | TOA    | GR     | SMM   | AG    | SL II |       |       |     |      |      |       |       |       |      | 18.º | 58     |
| 2015 | FE Peugeot Junior Équipe      | Peugeot 408 I     | 1    | Ret  | Ret   | 15    | 11   | 20†  | 4     | 4     | 17     | 21     | 18    | 16†   | 14    |       |       |     |      |      |       |       |       |      | 18.º | 58     |
| 2016 |                               |                   | TRE  | ROS  | SMM   | AG I  | TRH  | OBE  | BA    | SFE   | SFE    | TOA    | SJU   | GR    | GR    | AG II |       |     |      |      |       |       |       |      | 11.º | 105    |
| 2016 | Team Peugeot Total Argentina  | Peugeot 408 I     | 5    | 10   | Ret   | 4     | 5    | 7    | 13    | 9     | 6      | 9      | 10    | 10    | 16    | 15†   |       |     |      |      |       |       |       |      | 11.º | 105    |
| 2017 |                               |                   | BA I | PDF  | SMM   | ROS   | ROS  | TRH  | RAF   | OBE   | SFE    | SFE    | BA II | SJU   | GR    | AG    |       |     |      |      |       |       |       |      | 5.º  | 142,5  |
| 2017 | Escudería Fela                | Ford Focus III    | 8    | 5    | 21†   | 5     | 4    | Ret  | 24†   | 7     | Ret    | NL     | 5     | 4     | 3     | 7     |       |     |      |      |       |       |       |      | 5.º  | 142,5  |
| 2018 |                               |                   | BA I | ROS  | ROS   | SMM   | PDF  | RAF  | SJU   | OBE   | SFE    | SFE    | TRH   | SNI   | BA II | AG    |       |     |      |      |       |       |       |      | 15.º | 38     |
| 2018 | Toyota Gazoo Racing Argentina | Toyota Corolla XI | Ret  | Ret  | 15    | 9     | 8    | 13†  | 12    | 13    | 11     | 14     | 8     | 8     | Ret   | 8     |       |     |      |      |       |       |       |      | 15.º | 38     |
| 2019 |                               |                   | AG   | GR   | VIL   | ROS   | PAR  | SAL  | SNI   | SJU   | SMM    | SMM    | BA    | RC    | CEN   |       |       |     |      |      |       |       |       |      | -    | -      |
| 2019 | Renault Sport                 | Renault Fluence   |      |      |       |       |      |      |       |       |        |        | 1     |       |       |       |       |     |      |      |       |       |       |      | -    | -      |
| 2020 |                               |                   | BA I | BA I | BA II | BA II | AG I | AG I | AG II | AG II | BA III | BA III | BA IV | BA IV | RC    | RC    | PAR   | PAR | BA V | BA V | BA VI |       |       |      | -    | -      |
| 2020 | Fineschi Racing               | Fiat Cronos       |      |      |       |       |      |      |       |       |        |        |       |       |       |       |       |     | 12   | Ret  |       |       |       |      | -    | -      |
| 2021 |                               |                   | BA I | BA I | BA II | BA II | AG   | AG   | SNI   | SNI   | BA III | BA III | PAR   | PAR   | TOA   | TOA   | BA IV | VIL | VIL  | ROS  | ROS   | AG II | AG II | BA V | 7.º  | 94     |
| 2021 | Renault Castrol Team          | Renault Fluence   | 4    | 4    | 7     | 6     | 15   | 9    | 13    | 8     | 1      | 1      | 11    | 9     | 18    | 10    | 10    | 10  | 12   | Ret  | 6     | 16    | Ret   | 4    | 7.º  | 94     |

### TC 2000
| Año  | Equipo          | Auto           | 1    | 2    | 3     | 4     | 5    | 6    | 7     | 8     | 9   | 10 | 11    | 12   | 13    | 14     | 15     | 16     | 17    | 18    | 19  | 20     | 21  | 22  | 23  | Res. | Puntos |
| ---- | --------------- | -------------- | ---- | ---- | ----- | ----- | ---- | ---- | ----- | ----- | --- | -- | ----- | ---- | ----- | ------ | ------ | ------ | ----- | ----- | --- | ------ | --- | --- | --- | ---- | ------ |
| 2016 |                 |                | SMM  | SMM  | CON I | CON I | BA I | BA I | SJO   | SJO   | LP  | LP | CDU   | CDU  | BA II | BA II  | CON II | CON II | RAF   | RAF   | AG  | RC     | RC  | PAR | PAR | -    | -      |
| 2016 | DTA             | Peugeot 408 I  |      |      |       |       |      |      |       |       |     |    |       |      |       |        |        |        |       |       | Ret |        |     |     |     | -    | -      |
| 2017 |                 |                | AG I | AG I | BA I  | BA I  | CDU  | CDU  | PAR I | PAR I | RC  | RC | BA II | SL   | SL    | PAR II | PAR II | AG II  | SMM   | CON   | CON | BA III |     |     |     | -    | -      |
| 2017 | Escudería Fela  | Ford Focus III |      |      |       |       |      |      |       |       |     |    | 11    |      |       |        |        | Ret    |       |       |     |        |     |     |     | -    | -      |
| 2018 |                 |                | AG I | AG I | CDU   | CDU   | CON  | CON  | RC    | RC    | BA  | LP | LP    | SL I | SL I  | AG II  | SMM    | SMM    | SL II | SL II | ROS | ROS    | PAR | PAR |     | -    | -      |
| 2018 | Fineschi Racing | Peugeot 408 I  |      |      |       |       |      |      |       |       | Ret |    |       |      |       | 11     |        |        |       |       |     |        |     |     |     | -    | -      |

### TCR South America
| Año  | Equipo      | Auto                  | 1   | 2   | 3   | 4   | 5   | 6   | 7   | 8   | 9   | 10  | 11  | 12  | 13  | 14  | 15  | 16  | 17  | 18  | Pos. | Pts. |
| ---- | ----------- | --------------------- | --- | --- | --- | --- | --- | --- | --- | --- | --- | --- | --- | --- | --- | --- | --- | --- | --- | --- | ---- | ---- |
| 2021 |             |                       | INT | INT | CUR | RIV | RIV | EPI | EPI | RCU | RCU | BA  | AG  | AG  | CDU | CDU |     |     |     |     | 33.º | 18   |
| 2021 | Scuderia CJ | Hyundai Elantra N TCR |     |     |     |     |     |     |     |     |     | 7   |     |     |     |     |     |     |     |     | 33.º | 18   |
| 2023 |             |                       | AG  | AG  | ROS | ROS | TRH | INT | RIV | RIV | EPI | EPI | LAP | LAP | VLP | VLP | VEL | VEL | CAS | CAS | 15°  | 97   |
| 2023 | PMO Racing  | Peugeot 308 TCR       |     |     |     |     | 2   |     | 2   | 8   | WD  | WD  |     |     |     |     |     |     |     |     | 15°  | 97   |

### TCR World Tour
(Clave) (negrita indica pole position) (cursiva indica vuelta rápida)

| Año  | Equipo     | Auto            | 1   | 2   | 3   | 4   | 5   | 6   | 7   | 8   | 9   | 10  | 11  | 12  | 13  | 14  | 15  | 16  | 17  | 18  | 19  | 20  | Pos. | Pts. |
| ---- | ---------- | --------------- | --- | --- | --- | --- | --- | --- | --- | --- | --- | --- | --- | --- | --- | --- | --- | --- | --- | --- | --- | --- | ---- | ---- |
| 2023 |            |                 | POR | POR | SPA | SPA | VAL | VAL | HUN | HUN | EPI | EPI | LAP | LAP | SID | SID | SID | BAT | BAT | BAT | MAC | MAC | -    | 0    |
| 2023 | PMO Racing | Peugeot 308 TCR |     |     |     |     |     |     |     |     | WD  | WD  |     |     |     |     |     |     |     |     |     |     | -    | 0    |